# Закон судный людем
«Закон судный людем» (Законъ сѹдьнꙑи людьмъ), или «Судебник царя Константина», — древнейший славянский памятник права. Создан в конце IX века; сохранился в составе русских правовых сборников. . Основным источником имел византийское право.
Наиболее обоснованной версией происхождения считается «моравская» гипотеза, согласно которой памятник был создан в рамках законотворческой деятельности архиепископа Мефодия в Паннонском диоцезе, а язык памятника сопоставляется с другими его переводами: славянским Номоканоном, который известен из Устюжской кормчей XIII—XIV веков, и «Анонимной гомилией» в составе глаголического Клоцева сборника XI века.

## Текстология
Первоначальный текст Закона судного не сохранился. Известен в составе рукописей русского происхождения — Кормчей книги, сборников, заимствованных из Кормчих в летописи, и других рукописных сборников (например, в составе Мерила Праведного).
В некоторых списках назван «Судебник царя Константина».
Известен в трёх редакциях, соотношение которых недостаточно выяснено:
- Первая, Краткая редакция, помещена в Кормчих и известна уже в списках XIII века, большинством учёных датируется концом IX — началом X веков;
- Вторая, средняя редакция, сохранилась в единственном списке второй половины XIV века и присоединена к Пространной редакции Русской Правды;
- Третья, Пространная, имеется в списках XV веке и большинством учёных датируется временем от XI до XIII века. В Пространная редакция Закона судного непосредственно соединена с Русской Правдой в один памятник с общим предисловием, причём начало Закона пропущено.

Наиболее древней и близкой к подлиннику считается Краткая редакция по Румянцевскому списку.

## Происхождение
Право, отражённое в Законе судном, своим источником имело византийские законы, титул XVII Эклоги, но было значительно переработано в соответствии с особенностями славянского обычного и раннегосударственного права.
По вопросу о происхождении Закона судного имеется несколько точек зрения.

### Болгарская версия

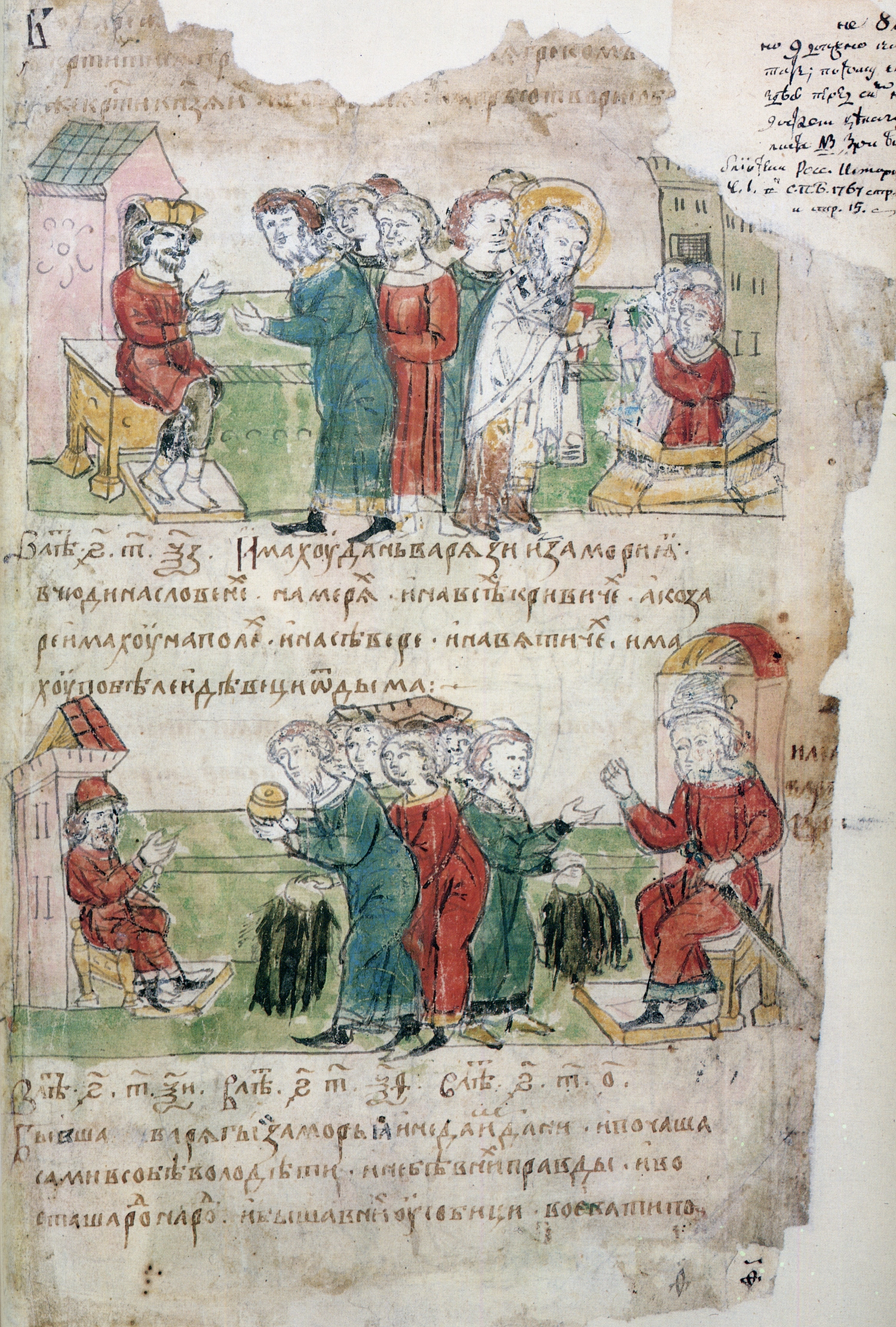
Обращение болгар к византийскому императору Михаилу с просьбой крестить их; крещение болгар при царе Михаиле. Миниатюра из Радзивиловской летописи. Tекст из Радзивиловской летописи: «Болгаре же увидевше, яко не могоше стати противу, креститися просиша и покоритися греком. Цар же крести княза их и боляры вся».

Общепринято мнение о болгарском происхождении Закон судного. Впервые его высказал российский исследователь Г. А. Розенкампф.
Согласно этой версии, памятник был создан в Болгарии в княжение Бориса I вскоре после принятия болгарами христианства в 865 году. Это был период развития болгарского государства, усиления государственной власти, введения христианства в качестве официальной государственной религии, которая санкционировала складывавшийся правопорядок. Введение в Болгарии христианства сопровождалось введением единого нового права, которое регулировало общественные и производственные отношения и способствовало их дальнейшему развитию.

### Моравская версия
Чешский учёный Й. Вашица и австрийский — Шмид, основываясь на наличии моравизмов и паннонизмов в тексте Закона судного, выдвинули гипотезу о его появлении в Великоморавской державе в период деятельности там славянских просветителей Кирилла и Мефодия. Моравская версия поддержана современным российским филологом К. А. Максимовичем и английскими исследователями Хорасом Дьюи и Энн Клеймолой. А. И. Соболевский обнаружил в Законе неизвестные южнославянским текстам термины, представленные в западнославянских (моравских) памятниках, Н. С. Суворов — следы западнокатолического права. Й. Вашица установил новые лексические и грамматические моравизмы в Законе и в «Номоканоне Мефодия», показал родство этих памятников с древнейшими славянскими текстами моравского происхождения — «Паннонским житием Мефодия», «Анонимной гомилией Клоцова глаголического сборника», «Киевскими листками» и «Фрейзингенскими отрывками».
Основываясь на франкских и баварских юридических моделях в тексте, словенский историк права Сергий Вильфан предположил, что княжество Нижняя Паннония конца IX века является вероятным местом происхождения Закона, как часть процесса государственного строительства, инициированного князем Коцелом. Правдоподобность этого тезиса была подтверждена историком Петером Штихом.
М. H. Тихомиров предложил гипотезу о русском происхождении пространной редакции Закона судного.

## Содержание
Закон судный состоит из 32 глав. Рассматривает вопросы судопроизводства, содержит нормы уголовного и других отраслей права. По характеру законодательства и степени развития правовых взглядов Закон судный краткой редакции является памятником общества, сравнительно недавно вступившего на путь развития государственных отношений. Многие статьи направлены против язычества, что свидетельствует об относительно недавнем принятии христианства. Закон судный пространной редакции содержит ряд статей, направленных на укрепление института частной собственности (наказания за использование орудий без разрешения господина, за потраву скотом нив и виноградников и др.).
Затронуты многочисленные правовые вопросы. Постановления касаются преступлений, связанных с принятием христианства (вопросы о санкциях, которые следует наложить на язычников — I глава), преступлений против общественной нравственности и христианской морали (прелюбодеяние, нарушение права церковного убежища, идолопоклонство, вероотступничество) и преступлений против собственности (поджог, некоторые виды воровства — главы IV—XII). Разнообразны предусмотренные этими постановлениями наказания — смертная казнь, членовредительство, телесные наказания, продажа виновного в рабство, изгнание и наложение поста.
Содержит также ряд положений, устанавливающих принципы, на которых организуется новый судебный процесс (главы II, VIIa, XVI, XVIII, XX и часть главы ХХХа). Закон обязывает судей не рассматривать дела без свидетелей, указывает, кто может быть свидетелем и каким должно быть их число, а также говорит об оценке судом свидетельских показаний. Установление этих принципов судебного процесса представляло собой реакцию против прежней системы судебного разбирательства, основанной на самопризнании обвиняемого, вырванном путём пыток.
В Законе судном рассматривается ряд вопросов, касающихся имущественных и семейных отношений и сохранения некоторых форм рабовладения. Таковы постановления об ответственности хозяина вора-раба за нанесённый последним ущерб, о праве военнопленного получить свободу за выкуп, об ответственности лица, взявшего в пользование коня и не возвратившего его в сохранности, об отношениях между супругами и причинах развода (главы XIX, XXII, XXV, XXX, ХХХа).
Одна из глав Закона судного (глава III) посвящена вопросам военного права и устанавливает порядок дележа военной добычи.

## Значение
Закон судный людем позволяет понять особенности социально-экономической структуры раннего славянского государства и взаимоотношений между членами общества.

## Соединение с Русской Правдой и дополнительные статьи
Третья, Пространная редакция Закона судного, имеется в списках XV века. Эта редакция непосредственно соединена с Русской Правдой в один памятник с общим предисловием, причём начало Закона судного пропущено. С. В. Юшков считал, что такое соединение явилось результатом сознательной работы редакторов и отражает «момент влияния на неё (Русскую Правду) византийского законодательства». По мнению учёного, так это и было понято составителями Кормчей 1493 года, в которой идёт сплошная нумерация глав для Устава Владимира Мономаха (второй части Пространной Русской Правды) и присоединённого к нему Закона судного людем. Однако, по мнению М. H. Тихомирова, это соединение объясняется простой ошибкой. Пропущенный в Пространной редакции текст начала Закона судного людем помещается в средней редакции на двух страницах, то есть на 1 листе с оборотом. Пространная редакция Закона судного людем в соединении с Русской Правдой, по-видимому, была списана из рукописи с одним потерянным листом.
В данной редакции имеются дополнительные статьи, по предположению некоторых учёных, русского происхождения. Они помещены после Русской Правды и Закона судного:
Иже кто изломить чюже копье.
Иже изломить дроугоу копие, или щитъ, или топоръ, да аще оу себе начнеть хотети дръжати, то приати ино что оу него; аще ли начнеть инемь чимь емоу заплати предъ чядию, иже начнеть ведати, колко боудеть далъ на немь.
Аще дадять детя въскормити до лжици, а само вразоумееть лжицоу взяти, прокорма 3 гривны.
Аще ся дасть человекъ или женщина оутонша времени, дернъ емоу ненадобе, а поидеть прочь, да дасть 3 гривны, а слоужилъ даромъ.

А за стогъ за тяжебный гривна коунъ, а тяжа ненадобе.